# Goulds Country
Goulds Country är en ort i Australien. Den ligger i kommunen Break O'Day och delstaten Tasmanien, i den sydöstra delen av landet, omkring 190 kilometer norr om delstatshuvudstaden Hobart.
Trakten runt Goulds Country är nära nog obefolkad, med mindre än två invånare per kvadratkilometer.. Närmaste större samhälle är St Helens, omkring 18 kilometer sydost om Goulds Country. 
I omgivningarna runt Goulds Country växer i huvudsak städsegrön lövskog. Genomsnittlig årsnederbörd är 925 millimeter. Den regnigaste månaden är november, med i genomsnitt 123 mm nederbörd, och den torraste är januari, med 42 mm nederbörd.